# Білик Ігор Зіновійович
І́гор Зіно́війович Бі́лик (30 березня 1977 — 2 липня 2014) — солдат Збройних сил України, учасник російсько-української війни.

## Життєпис
Ігор Білик народився 30 березня 1977 р. у селі Тартаків, Сокальського району, Львівської області.
Закінчив загальноосвітню школу у селі Тартаків та Сокальський професійний ліцей за фахом слюсар-електрик з ремонту електроустаткування побутових машин і апаратів.
У селі Перв'ятичі проживав з 1999 року. Працював екскаваторником.
Одним з перших записався 2 березня 2014 року добровольцем в райвійськкоматі. Навідник танка, 72-га окрема механізована бригада.
Загинув поблизу Червонопартизанська — село Панченкове: терористи обстріляли зі стрілецької зброї опорний пункт механізованої бригади. Бойовики під'їхали до блокпоста з білим прапором — нібито хочуть здаватися. Наблизившись до блокпоста, відкрили вогонь, загинув Ігор Білик. Вогнем у відповідь автомобіль з терористами знищено.
Вдома залишились дружина Оксана та дві доньки — 14-річна Вікторія та 5-річна Діана. В останню дорогу проводжало кілька тисяч людей, дівчата встеляли дорогу попереду квітами аж до цвинтаря.

## Нагороди та вшанування
- 29 вересня 2014 року — за особисту мужність і героїзм, виявлені у захисті державного суверенітету та територіальної цілісності України, вірність військовій присязі під час російсько-української війни, відзначений — нагороджений орденом «За мужність» III ступеня (посмертно).

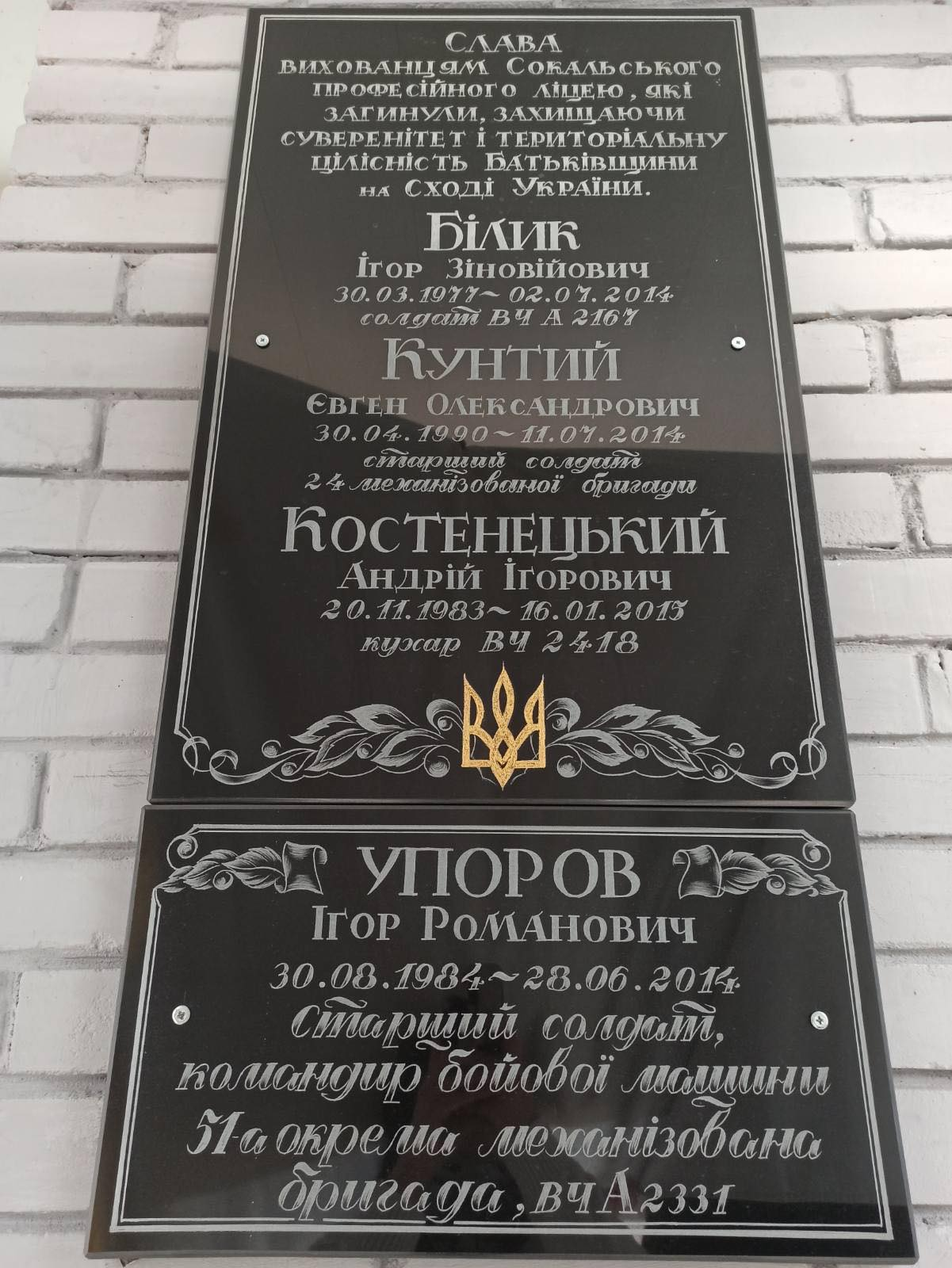
Меморіальна дошка у Сокальському ПЛ

- Почесний громадянин Сокальського району (рішення Сокальської районної ради від 13 жовтня 2016 року; посмертно).
- 6 грудня 2021 року в ДПТНЗ «Сокальський професійний ліцей» освятили пам'ятну дошку випускникам ліцею, які загинули в зоні АТО: Ігорю Білику, Євгенові Кунтому, Андрію Костенецькому та Ігорю Упорову.[1]

- Почесний громадянин Сокальської міської територіальної громади (посмертно)